# A Bela e a Rosa
A Bela e a Rosa é um filme português de média-metragem, produzido em 1983, realizado por Lauro António para a televisão, integrado na série Histórias de Mulheres.

## Sinopse
Um rei tinha três filhas, uma das quais muito formosa e ao mesmo tempo dotada de boas qualidades. Chamava-se Bela. O Rei tinha sido muito rico, mas agora vivia com dificuldades. Um dia, foi fazer uma viagem e perguntou às três filhas o que cada uma delas queria que trouxesse como presente. Uma quis um vestido, outra um chapéu e Bela pediu-lhe apenas uma rosa. O Rei partiu e regressou, tempos depois, distribuindo então os presentes pelas filhas. Todas ficaram satisfeitas, mas o Rei disse a Bela: A rosa que te trouxe bem cara me ficou! E explicou-lhe que, no jardim onde a colhera, encontrara uma cobra que lhe perguntou para quem era a flor. Respondeu-lhe o Rei que era para a filha mais nova, ao que a cobra lhe disse que se Bela não fosse ter com ela, o Rei morreria.

## Ficha técnica adicional
- Som: Pedro Lopes
- Formato: 16 mm cor
- Rodagem: julho de 1983
- Antestreia: 18 de setembro de 1983 (12º Festival Internacional de Cinema da Figueira da Foz)
- Estreia: 26 de abril de 1984 (RTP/2)

## Ficha artística
- Pedro Bandeira Freire: Rei
- Acácia Thiele: Bela
- Paula Mateus: Princesa
- Maria Adelaide: Princesa
- Paulo Reis: Príncipe

## Sobre o filme
Segundo o próprio realizador, a inclusão de um conto tradicional na série Histórias de Mulheres deveu-se a uma série de razões. Primeiro a necessidade de introduzir uma nota fantástica e onírica, após uma sequência de retratos psicológicos de mulheres reais. Depois a vontade de experimentar o género fantástico, criando uma atmosfera de reflexão sobre a simbologia popular.